# Logarji
Logarji so naselje v Občini Velike Lašče.